# Ibanez Apex
Ibanez Apex to 7-strunowa gitara elektryczna, sygnowana przez gitarzystę zespołu Korn, Jamesa Shaffera. Jest to następca serii Ibanez K7. Do gitar Apex należą: Apex 1, Apex 2, Apex 100, Apex 20 i Apex 200. Układ strun to: A, D, G, C, F, A, D (od najniższej do najwyższej). Gitary charakteryzują się głębokim, metalicznym brzmieniem.
Ibanez Apex 1-BBK
- Mahoniowy korpus
- 5-częściowy klonowy gryf
- 24 progi Large
- Mostek Lo Pro Edge 7 w/U-bar.
- Dwa Humbuckery DiMarzio PAF 7
- Proszek Cosmo Hardware
- Kolor: Bikers Black

Ibanez Apex 2-GSF
- Mahoniowy korpus
- 5-częściowy klonowy gryf
- 24 progi Large
- Mostek Tone Pros 7.
- Dwa Humbuckery DiMarzio PAF 7
- Proszek Cosmo Hardware
- Kolor: Green Shadow Flat

Ibanez Apex 100
- Korpus z Olchy
- 5-częściowy klonowy gryf
- 24 Progi Large
- Przetwornik DiMarzio Blaze przy mostku
- Pojedynczy DiMazrio Blaze przy gryfie
- Lo-pro Edge 7 mostek z U-bar

Ibanez Apex 200
- Korpus z Olchy
- 5-częściowy palisandrowy gryf
- 24 Progi Large
- Przetwornik DiMarzio Blaze przy mostku
- Pojedynczy DiMazrio Blaze przy gryfie
- Lo-pro Edge 7 mostek z U-bar

Ibanez Apex 20
- Lipowy Korpus
- Palisandrowy 5-częściowy gryf
- Przetwornik DiMarzio Blaze przy mostku
- Pojedynczy DiMazrio Blaze przy gryfie
- Gibraltar Standard II-7 bridge